# St. James (Misuri)
St. James es una ciudad ubicada en el condado de Phelps en el estado estadounidense de Misuri. En el Censo de 2010 tenía una población de 4216 habitantes y una densidad poblacional de 380,06 personas por km².

## Geografía
St. James se encuentra ubicada en las coordenadas 38°0′9″N 91°36′48″O / 38.00250, -91.61333. Según la Oficina del Censo de los Estados Unidos, St. James tiene una superficie total de 11.09 km², de la cual 11.07 km² corresponden a tierra firme y (0.19%) 0.02 km² es agua.

## Demografía
Según el censo de 2010, había 4216 personas residiendo en St. James. La densidad de población era de 380,06 hab./km². De los 4216 habitantes, St. James estaba compuesto por el 96.11% blancos, el 0.95% eran afroamericanos, el 0.66% eran amerindios, el 0.28% eran asiáticos, el 0% eran isleños del Pacífico, el 0.38% eran de otras razas y el 1.61% pertenecían a dos o más razas. Del total de la población el 1.57% eran hispanos o latinos de cualquier raza.